# Фрабоза Сопрана
Фрабоза Сопрана (итал. Frabosa Soprana) је насеље у Италији у округу Кунео, региону Пијемонт.
Према процени из 2011. у насељу је живело 397 становника. Насеље се налази на надморској висини од 861 м.

## Становништво
Према резултатима пописа становништва 2011. у општини је живело 815 становника.
| 1936. | 1951. | 1961. | 1971. | 1981. | 1991. | 2001. | 2011. |
| ----- | ----- | ----- | ----- | ----- | ----- | ----- | ----- |
| 2.887 | 2.571 | 2.159 | 1.531 | 1.242 | 1.038 | 875   | 815   |